# Куммер, Каспар
Каспар (Гаспар) Куммер (нем. Johann Caspar (Gaspard) Kummer; 10 декабря 1795, Эрлау, Шлезинген — 21 марта 1870, Кобург, Саксен-Кобург-Гота) — немецкий флейтист, музыкальный педагог и композитор.
С ранних лет Куммер брал уроки флейты и композиции. Уже в 18 лет он был солистом придворной капеллы герцогства Саксен-Кобург-Гота, а позднее (1855), после того как Луи Друэ оставил это место, стал её руководителем.
Для флейты сочинил концерты, вариации, этюды. Среди его произведений много камерной инструментальной и церковной музыки.
Автор "Практической школы игры на флейте" (нем. Anweisung zum Flötenspiel, Op. 119). Куммер преподавал и флейту и композицию. Среди его учеников флейтист Вильгельм Попп, композиторы Фридрих Киль и Феликс Дрезеке.